# التعليم في مجال التغير المناخي

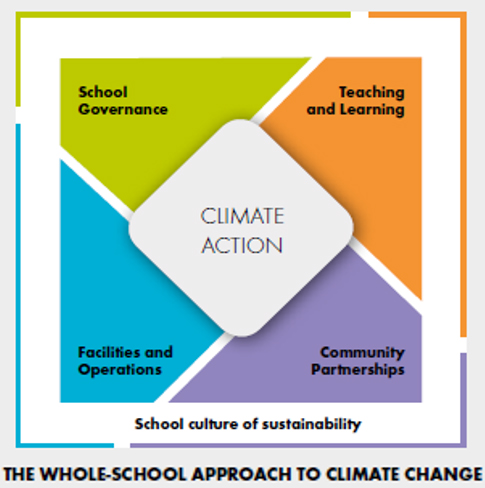

التعليم في مجال التغير المناخي هو التعليم الذي يهدف إلى معالجة وتطوير الاستجابات الفعالة لتغيّر المناخ، ويساعد على فهم أسبابه وعواقبه، والاستعداد للتعايش مع آثاره، ويُمكّن المتعلمين من اتخاذ الاجراءات المناسبة لتبني أنماط حياة أكثر استدامة. يُساعد تعليم تغيرات المناخ صُناع القرار على فهم أهمية وضع آليات من أجل مكافحة تغير المناخ على الصعيدين الوطني والعالمي.
تتعرف المجتمعات على كيفية تأثير المناخ فيهم وما الذي يستطيعون فعله من أجل حماية أنفسهم من الآثار السلبية، وكيفية تقليل نسبة تأثيرهم في المناخ. ويساعد تعليم تغيّرات المناخ على زيادة مرونة المجتمعات الضعيفة بوصفها أكثر عرضة للتأثر سلبًا بتغيّر المناخ. إن التعليم في مجال تغير المناخ مُتجذر في التعليم من أجل التنمية المستدامة.

## برنامج اليونسكو للتعليم في مجال التغير المناخي من أجل التنمية المستدامة
يهدف برنامج اليونسكو للتعليم في مجال التغير المناخي من أجل التنمية المستدامة (سي سي إي إس دي)، الذي أُنشئ في عام 2010، إلى مساعدة الناس على فهم التغير المناخي من خلال توسيع أنشطة التعليم في مجال التغير المناخي في التعليم غير الرسمي، من خلال وسائل الإعلام والتواصل والشراكات. يرتكز على النهج الشامل للتعليم من أجل التنمية المستدامة (إي إس دي) الذي يدمج قضايا التنمية المستدامة الرئيسية مثل التغير المناخي، والحد من مخاطر الكوارث وغيرها في التعليم، بطريقةٍ تعالج الترابط بين الاستدامة البيئية والجدوى الاقتصادية والعدالة الاجتماعية.
يعزز أيضًا أساليب التعليم والتعلم التشاركي اللذان يحفزان المتعلمين ويمكّنهم من تغيير سلوكهم واتخاذ إجراءاتٍ من أجل التنمية المستدامة. يسعى البرنامج إلى مساعدة الناس على فهم تأثير الاحتباس الحراري اليوم وزيادة «التثقيف المناخي» خاصةً بين الشباب، ويهدف إلى جعل التعليم جزءًا أكثر مركزية من الاستجابة الدولية للتغير المناخي. تعمل اليونسكو مع الحكومات الوطنية لدمج التعليم في مجال التغير المناخي في المناهج الوطنية وتطوير مناهج التعليم والتعلم المبتكرة للقيام بذلك.

## لمحة عامة عن بلدان مختارة بخصوص تعليم تغيرات المناخ والتنمية المستدامة

### أستراليا
كانت أستراليا في طليعة التعليم من أجل الاستدامة، إذ اعتمدت في عام 2000 خطةً وطنيةً بعنوان التعليم البيئي لمستقبل مستدام. أُطلق عدد من المبادرات والهيئات لتنفيذ الخطة الوطنية، بما في ذلك مبادرة المدارس المستدامة الأسترالية، ومعهد الأبحاث الأسترالي للبيئة والاستدامة. وفر ذلك أساسًا قويًا لاستراتيجية أستراليا، التي أُطلقت في عام 2006، استجابةً لعقد الأمم المتحدة للتعليم من أجل التنمية المستدامة.
حددت الاستراتيجية هدف تعميم الاستدامة من خلال نهجٍ شاملٍ يشرك المجتمع من خلال التعليم والتعلم مدى الحياة. في حين أُشير إلى التغير المناخي كأحد المشاكل البيئية في الخطة الوطنية الأولى، أُطلقت خطة جديدة في عام 2009 بعنوان العيش بشكل مستدام: خطة العمل الوطنية للحكومة الأسترالية للتعليم من أجل الاستدامة، وركزت بشكل أكبر على التغير المناخي وآثاره على الموارد الطبيعية الأخرى ضمن سياقٍ عالمي أوسع.
أدرجت الخطة الجديدة التغير المناخي في التعليم من أجل الاستدامة، بدلاً من إنشاء مجال جديد يحتمل أن يكون منافسًا للتعليم في مجال التغير المناخي. قدمت أستراليا أول منهجٍ دراسيٍ وطنيٍ لها على الإطلاق في عام 2014، يشمل الاستدامة كواحدة من ثلاثة مواضيع عبر المناهج الدراسية.
كان التعليم في مجال التغير المناخي أكثر وضوحًا في قطاع التعليم والتدريب المهنيين منذ عام 2009. وافق مجلس الحكومات الأسترالية على اتفاقية المهارات الخضراء في عام 2009، ونشر المجلس الوزاري للتعليم المهني والتقني خطة عمل وسياسة الاستدامة الوطنية الخاصة بقطاع التعليم والتدريب المهني (2009-2012). هدفت هذه المبادرات إلى تزويد العمال بالمهارات اللازمة للانتقال إلى اقتصاد منخفض الكربون وإكساب معلمي التعليم والتدريب المهني برامج تدريبية مناسبةٍ لتعزيز التعليم من أجل الاستدامة.

### الصين
أدخلت الصين التعليم البيئي في أواخر سبعينيات القرن العشرين نتيجةً لزيادة الاهتمام بالتنمية المستدامة والحاجة إلى حماية البيئة. توجه التعليم البيئي بعد مؤتمر الأمم المتحدة المعني بالبيئة والتنمية (قمة ريو دي جانيرو عام 1992) نحو البيئة والسكان والتنمية، وأخيرًا التعليم من أجل التنمية المستدامة.
أنتجت الحكومة الصينية عددًا من وثائق السياسات التي تحدد التعليم البيئي والتعليم من أجل التنمية المستدامة كمفاتيح للتعليم الجيد. أصدرت وزارة التعليم في عام 2003 أول سياسة توجيهية- المبادئ التوجيهية لتطبيق التعليم البيئي في المدارس الابتدائية والثانوية- بشأن التعليم البيئي في الصين.
دُمج التعليم من أجل التنمية المستدامة رسميًا في سياسة التعليم الوطنية في عام 2010 في مخطط التعليم الوطني 2010-2020، ودُمجت أيضًا في بعض سياسات التعليم المحلية. تشير السياسات والخطط الوطنية المتعلقة بالتغير المناخي في الصين إلى التعليم، ولكنها لا تتناول على وجه التحديد التعليم في مجال التغير المناخي (سي سي إي)، وأدى ذلك إلى دعم مؤسسي محدود حتى الآن. لا توجد خطة عمل وطنية للتعليم من أجل التنمية المستدامة أو التعليم في مجال التغير المناخي أو سياسة رسمية لإبلاغ تنفيذها.
يشير التعليم من أجل التنمية المستدامة في الصين بشكل أساسي إلى تزويد الأفراد بالمعرفة العلمية، والقدرة على التعلم، والقيم، وخيارات نمط الحياة، لتحقيق أهداف التنمية المستدامة للبلاد. يُطبّق التعليم في مجال التغير المناخي بشكلٍ شائع كعنصر من عناصر التعليم من أجل التنمية المستدامة. اعتُمد عدد من الأساليب التعليمية لتسهيل تنفيذ التعليم من أجل التنمية المستدامة.
يشمل ذلك دمج قيم التعليم من أجل التنمية المستدامة في فلسفة المدرسة، وتطوير المناهج، وبناء قدرات المعلمين والمربيين، والمناهج التربوية في التعليم من أجل التنمية، والأنشطة المواضيعية للتعليم من أجل التنمية المستدامة والتعليم في مجال التغير المناخي.
التعليم من أجل التنمية المستدامة هو أحد مكونات التعليم الإلزامي، ولكنه محدود في التعليم العالي، والتعليم والتدريب المهني والتعليم للكبار. أصدرت وزارة التعليم مؤخرًا وثيقةً إرشاديةً حددت قطاع التعليم والتدريب المهني على وجه الخصوص بأنه بحاجةٍ إلى الإصلاح لتحقيق أهداف التنمية المستدامة للاقتصاد الصيني.

### الدنمارك
بدأت الدنمارك والدول المجاورة لها بالعمل معًا في تسعينيات القرن الماضي لصياغة سياسة خاصة بالتنمية المستدامة. وتبنت الدنمارك إستراتيجية خاصة بالتنمية الاقتصادية المستدامة منذ عام 2009، في خطوة على طريق التعليم من أجل التنمية الاقتصادية والاجتماعية.
نظمت وزارة التربية، التي أصبحت مسؤولة عن إدارة التنمية الاقتصادية والاجتماعية، عملية تشاور حول كيفية تعزيز التعليم من أجل التنمية المستدامة مثل اعتماد استراتيجيتها عام 2009.
قدمت قمة الأمم المتحدة لتغير المناخ، المعروفة باسم قمة كوبنهاغن 15، المعقودة في الدنمارك في ديسمبر 2009، دافعًا لتطوير عدد من المبادرات السياسية والوطنية للتنمية المُستدامة، وطُورت إستراتيجية وطنية بشأن التنمية الاقتصادية مع عنصر مهم جدًا متعلق بتغير المناخ. كان هدف هذه الاستراتيجية جعل المواطنين أكثر مسؤولية عن أفعالهم بتحسين معارفهم العلمية. تشير إستراتيجية التعليم من أجل التنمية المستدامة إلى أن تغير المناخ يجب ألا يكون محور التركيز الوحيد للتنمية المستدامة، رغم أن المبادرات الملموسة التي تشكل جزءًا من الاستراتيجية بدعم مشاريع وأنشطة لجنة الأمن والتعاون، كانت جزءًا من الأعمال التحضيرية لمؤتمر القمة الـ15.
تضمن منهج المدرسة الوطنية الجديد الذي اعتُمد عام 2009 عناصر من التعليم من أجل التنمية المستدامة وتعليم تغيرات المناخ. وعُد مفهوم الاستدامة أحد الاهداف التي تصف العلاقات المتبادلة بين الطبيعة والمجتمع. يُتناول موضوع تعليم تغيرات المناخ غالبًا بوصفه تدريسًا لعلوم المناخ، لكن يُتضمن أيضًا في مواضيع مثل الجغرافيا والدراسات الاجتماعية، إذ تُدرَس العلاقات المتبادلة بين السلوك البشري والاستهلاك والمناخ.
لم يطرأ أي تغير واضح في السياسة ضمن قطاع التعليم والتدريب المهني والتقني لرفع مستوى المهارات اللازمة للاستجابة لتغير المناخ والقضايا البيئية. ومع ذلك، فمن المهم الملاحظة أن قطاع التعليم والتدريب المهني والتقني الدنماركي يعكس المهارات المتعلقة بالتحديث الإيكولوجي في مجالات مختلفة مثل الزراعة والطاقة وكيفية التخلص من النفايات. في حين حددت الحكومة الجديدة الأزمات الاقتصادية والبيئية لتغير المناخ بأنها مهمة، يُشار إلى التعليم فقط فيما يتعلق بالأزمة الاقتصادية.
لم يُذكر تغير المناخ أو الاستدامة فيما يتعلق بالتعليم، ولم تذكر وثائق برنامج التحول الأخضر التعليم. وعمومًا لم توضع أي إستراتيجية سياسية لتعزيز التعليم من أجل التنمية المستدامة أو تعليم تغيرات المناخ أو حملات التخضير في التعليم والتدريب المهني والتقني جزءًا من سياسات الحكومة للتنمية المستدامة وتغير المناخ. تدعم المبادرات الحكومية المشاريع التي تقودها المنظمات غير الحكومية لزيادة الوعي المجتمعي حول تغير المناخ. أُنشئت شبكة وطنية من أجل التعليم للتنمية المستدامة بتمويل مستمر حتى نهاية عام 2013.

### المملكة المتحدة

#### إنجلترا
التعليم البيئي والإنمائي موجود في إنجلترا منذ سبعينيات القرن العشرين، عندما أخذت منظمات المجتمع المدني زمام المبادرة. عززت حكومة المملكة المتحدة منذ أواخر تسعينيات القرن العشرين، التنمية المستدامة والتعليم من أجل التنمية المستدامة على المستويات المحلية والإقليمية والوطنية. ركزت سياسة الحكومة بشكل أقل على التعليم من اجل التنمية المستدامة منذ عام 2010، على الرغم من تناول عدد من التقارير الحكومية الاستراتيجية لموضوع التعليم في مجال التغير المناخي.
حدد تقرير مستقبل أكثر إشراقا - حياة أكثر خضرة لعام 2008: خطة عمل التنمية المستدامة 2008-2010، عددا من المبادرات المحددة المتعلقة بالتعليم بشأن التغير المناخي باستخدام نهج التعليم من أجل التنمية المستدامة. شمل ذلك تمكين الشباب بالمهارات والمعرفة والحرية، للتعبير عن آرائهم وإحداث فرق. أُدخل التعليم في مجال التغير المناخي في نفس العام، في منهج الجغرافيا للمرحلة الرئيسية 3 (من 11 إلى 14 عامًا).
أشار تقرير التعليم من أجل التنمية المستدامة في المملكة المتحدة لعام 2010 إلى وجود علامات على إحراز تقدم كبير في ترسيخ السياسات ذات الصلة بالتعليم من أجل التنمية المستدامة، وتطوير الممارسات في المملكة المتحدة، عبر مجموعة واسعة من القطاعات في عام 2008 وعام 2009، إذ أبرزت الوثائق في عام 2009 على سبيل المثال مشروع «المدارس المستدامة» الذي يهدف إلى تمكين الشباب لمواجهة التحديات المستقبلية التي تواجه الكوكب. والهدف هو أن تصبح جميع المدارس «مدارس مستدامة» بحلول عام 2020.

#### إسكتلندا
كلفت الحكومة الإسكتلندية بإعلان تلفزيوني عن التغير المناخي، كجزء من برنامج التوعية العامة.